# Gymnocalycium castellanosii

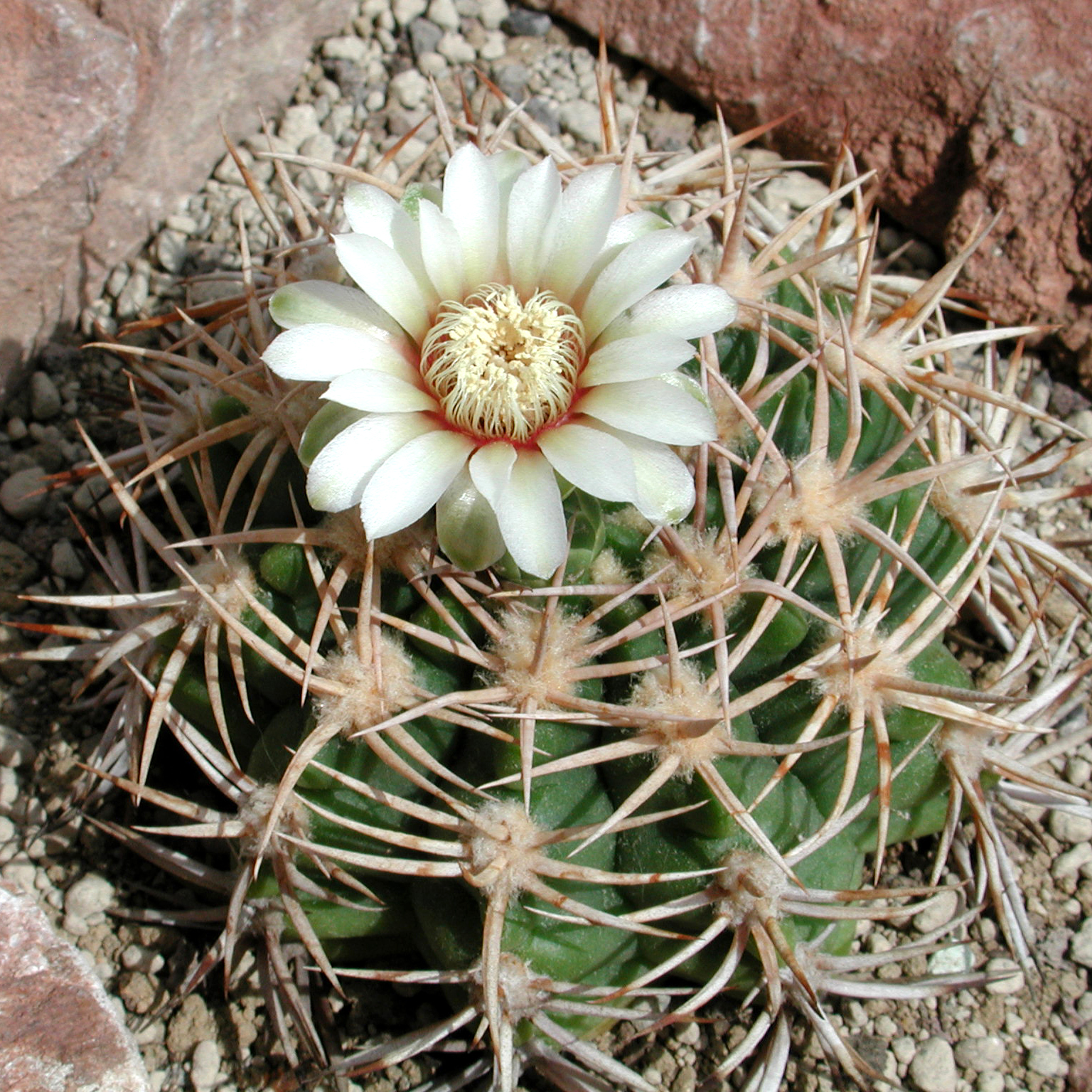
Pflanze in Blüte

Gymnocalycium castellanosii ist eine Pflanzenart in der Gattung Gymnocalycium aus der Familie der Kakteengewächse (Cactaceae). Das Artepitheton ehrt den argentinischen Botaniker Alberto Castellanos.

## Beschreibung
Gymnocalycium castellanosii wächst einzeln mit trüb blaugrünen, kugelförmigen bis verlängert kugelförmigen Trieben, die bei Durchmessern von 10 Zentimetern Wuchshöhen von bis zu 15 Zentimeter erreichen. Die zehn bis zwölf breiten und flachen Rippen sind in kleine, scharf voneinander getrennte Höcker gegliedert. Die kräftigen, geraden Dornen sind weißlich und besitzen eine dunklere Spitze. Es ist ein einzelner Mitteldorn vorhanden. Die fünf bis sieben Randdornen sind bis zu 2,5 Zentimeter lang.
Die glocken- bis trichterförmigen, weißen und rosa überhauchten Blüten sind bis zu 4,5 Zentimeter lang und weisen einen ebensolchen Durchmesser auf. Die grünen Früchte sind kugelförmig.

## Verbreitung, Systematik und Gefährdung
Gymnocalycium castellanosii ist in den argentinischen Provinzen La Rioja, Córdoba und San Juan in Höhenlagen von 500 bis 1500 Metern verbreitet.
Die Erstbeschreibung erfolgte 1936 durch Curt Backeberg. Ein nomenklatorisches Synonym ist Gymnocalycium oenanthemum subsp. carminanthum (Borth & Koop) H.Till (2008).
In der Roten Liste gefährdeter Arten der IUCN wird die Art als „Least Concern (LC)“, d. h. als nicht gefährdet geführt.

## Nachweise